# 부산불교방송
부산불교방송(釜山佛敎放送, Busan Buddhist Broadcasting System)은 대한민국의 BBS불교방송 네트워크권 부산, 경남지역 라디오 방송국이다.

## 연혁
- 1995년 2월 1일 : 개국 (초단파 89.9㎒, 출력 3㎾)
- 2008년 2월 28일 : 마산중계소 허가 (초단파 89.5㎒, 500W 허가 기관 : 부산체신청)
- 2010년 2월 1일 : 창원중계소 개소 (초단파 89.5㎒, 500W)
- 2014년 7월 2일 : 진주중계소 허가 (초단파 88.1㎒, 250W)
- 2015년 12월 30일 : 부산BBS가 부산항만공사에 북항 재개발지역에 신사옥 착공 대한 토지매매계약 체결
- 2016년 4월 1일 : 진주중계소 개소 (초단파 88.1㎒, 500W)
- 2023년 2월 1일 : 부산.경남 라디오 개국 28주년 기념 특별생방송
- 2024년 2월 1일 : BBS 부산불교방송 개국 29주년
- 2024년 7월 9일 : 서울 BBS 이사회는 또 부산 BBS 사옥 건립을 위한 특수목적법인, SPC를 설립하는 안건을 결의했다.
- 2025년 2월 1일 : BBS 부산불교방송 개국 30주년

## 방송 주파수
| 방송국       | 호출부호 | 송신소          | 주파수    | 출력 | 송신소 위치                     | 방송구역&비고 |
| ------------ | -------- | --------------- | --------- | ---- | ------------------------------- | --- |
| 부산불교방송 | HLDA-FM  | 황령산 송신소   | FM 89.9㎒ | 5㎾  | 부산 연제구 연산동 2039-1       | 부산광역시 일원, 울산광역시 일부, 창원시 일부, 거제시 일부, 김해시 일부, 밀양시 일부, 양산시 일부, 통영시 일부                                             |
| 부산불교방송 | HLDA-FM  | 천주산 중계소   | FM 89.5㎒ | 500W | 경남 창원시 의창구 동정동 163-3 | 창원시 일원, 부산광역시 일부 |
| 부산불교방송 | HLDA-FM  | 장군대산 중계소 | FM 88.1㎒ | 500W | 경남 진주시 문산읍 상문리 325-5 | 진주시 일원, 사천시 일부, 하동군 일부, 남해군 일부, 거창군 일부, 산청군 일부, 의령군 일부, 고성군 일부, 함양군 일부, 창녕군 일부, 합천군 일부, 함안군 일부 |

### 라디오 시보 멘트
- FM 89.9MHz BBS 부산불교방송입니다. HLDA

## 방송 시간
- 매일 새벽 4시 ~ 다음날 새벽 2시 (총 22시간)

## 같이 보기
- KBS부산방송총국
- KBS창원방송총국
- KBS진주방송국
- 부산MBC
- MBC경남 창원방송
- MBC경남 진주방송
- KNN
- 부산원음방송
- 부산가톨릭평화방송
- 부산CBS
- 경남CBS
- TBN 부산교통방송
- TBN 경남교통방송

## 사 장
- 원허효명 스님(혜원정사 회주)

### 총괄국장
- 이명학

### 방송부
- 부장 : 최상만
- 팀장 : 박영록
- 사원 : 김상진, 지은아, 박찬민, 김정규, 박미주, 김경훈, 박세라, 김유나, 이태인

### 사업부
- 부장 : 이상관
- 사원 : 김경화